# Inger Kavlie
Inger Seim Kavlie (8 de septiembre de 1993) es un deportista noruega que compite en remo. Ganó una medalla de oro en el Campeonato Europeo de Remo de 2024, en la prueba de doble scull.

## Palmarés internacional
| Campeonato Europeo | Campeonato Europeo | Campeonato Europeo | Campeonato Europeo |
| Año                | Lugar              | Medalla            | Prueba             |
| ------------------ | ------------------ | ------------------ | ------------------ |
| 2024               | Szeged (Hungría)   | Medalla de oro     | Doble scull        |